# Під вогнем (фільм)
«Під вогнем» (англ. Under Fire) — кінофільм режисера Роджера Споттісвуда, який вийшов на екрани в 1983 році. Фільм знятий на основі подій життя журналіста Білла Стюарта, вбитого в 1979 році Національною гвардією Нікарагуа.

## Сюжет
Фотожурналіст Рассел Прайс (Нік Нолті) спеціалізується на репортажах з «гарячих точок». Після відвідування Африки він вирушає до Нікарагуа, де наростає протистояння між військами президента-диктатора Анастасіо Сомоси і партизанськими загонами Сандіністського фронту національного визволення під керівництвом команданте Рафаеля. Рассел і його подруга-журналістка Клер (Джоанна Кессіді) вирішують відшукати невловного командира і взяти у нього інтерв'ю.

## У ролях
| Актор              | Роль                       |
| ------------------ | -------------------------- |
| Нік Нолті          | Рассел Прайс               |
| Джин Гекмен        | Алекс Грейзер              |
| Джоанна Кессіді    | Клер                       |
| Жан-Луї Трентіньян | Марсель Жазі               |
| Річард Мазур       | Хаб Кіттл                  |
| Ед Гарріс          | Оутс                       |
| Альма Мартінес     | Ісела                      |
| Дженні Гаго        | Міс Панама                 |
| Рене Енрікес       | президент Анастасіо Сомоса |
| Ельпідія Каррільйо | сандіністка                |

## Створення фільму

### Виробництво
Знімання фільму проходило в Чіапасі та Оахака, Мексика.

### Знімальна група
- Кінорежисер — Роджер Споттісвуд
- Сценарист — Клейтон Фроман, Рон Шелтон
- Кінопродюсер — Джонатан Теплін
- Композитор — Джеррі Голдсміт
- Кінооператор — Джон Олкотт
- Кіномонтаж — Марк Конте
- Художник-постановник — Волліс Нікіта
- Артдиректор — Агустін Ітуарте, Тобі Карр Рафельсон
- Художник-костюмер — Сінтія Бейлс
- Художник-декоратор — Енріке Естевес[4]

## Сприйняття

### Критика
Фільм отримав схвальні відгуки. На сайті Rotten Tomatoes оцінка стрічки становить 90 % на основі 20 відгуків від критиків (середня оцінка 7,2/10) і 69 % від глядачів із середньою оцінкою 3,7/5 (3 793 голоси). Фільму зарахований «стиглий помідор» від кінокритиків та «попкорн» від глядачів, Internet Movie Database — 7,1/10 (6 320 голосів).

### Номінації та нагороди
| Нагороди та номінації фільму «Під вогнем» | Нагороди та номінації фільму «Під вогнем» | Нагороди та номінації фільму «Під вогнем» | Нагороди та номінації фільму «Під вогнем» | Нагороди та номінації фільму «Під вогнем» | Нагороди та номінації фільму «Під вогнем» |
| Рік                                       | Кінофестиваль/кінопремія                  | Категорія/нагорода                        | Номінант                                  | Результат                                 |                                           |
| ----------------------------------------- | ----------------------------------------- | ----------------------------------------- | ----------------------------------------- | ----------------------------------------- | ----------------------------------------- |
| 1984                                      | «Оскар»                                   | Найкраща музика                           | Джеррі Голдсміт                           | Номінація                                 |                                           |
| 1984                                      | «Золотий глобус»                          | Найкраща чоловіча роль другого плану      | Джин Гекмен                               | Номінація                                 |                                           |
| 1984                                      | «Золотий глобус»                          | Найкраща музика до фільму                 | Джеррі Голдсміт                           | Номінація                                 |                                           |
| 1984                                      | «Давид ді Донателло»                      | Найкращий іноземний продюсер              | Джонатан Т. Теплін                        | Перемога                                  |                                           |
| 1984                                      | Національна спілка кінокритиків США       | Найкраща акторка                          | Джоанна Кессіді                           | Номінація                                 |                                           |
| 1984                                      | Національна спілка кінокритиків США       | Найкращий сценарій                        | Клейтон Фроман, Рон Шелтон                | Номінація                                 |                                           |
| 1984                                      | Національна спілка кінокритиків США       | Найкраща операторська робота              | Джон Олкотт                               | Номінація                                 |                                           |
| 1984                                      | «Сан Жорді»                               | Найкраща акторка в іноземному фільмі      | Джоанна Кессіді                           | Номінація                                 |                                           |
| 1985                                      | БАФТА                                     | Найкращий монтаж                          | Марк Конте, Джон Блум                     | Номінація                                 |                                           |